# Newbold (Wisconsin)
Newbold – miasto w Stanach Zjednoczonych, w stanie Wisconsin, w hrabstwie Oneida.